# اینولا (اکلاهما)
اینولا(به انگلیسی: Inola) شهری در ایالت اکلاهما کشور ایالات متحده آمریکا است که جمعیت آن در سرشماری سال ۲۰۱۰ میلادی، ۱٬۷۸۸ نفر بوده‌است.